# إرنست أوسبورن
إرنست أوسبورن (24 أبريل 1873 - 25 مارس 1926) (بالإنجليزية: Ernest Osborne)‏ هو لاعب كريكت أسترالي.

## وصلات خارجية
- إرنست أوسبورن على موقع إي آس بي آن كريك إنفو (الإنجليزية)